# Paragyrodon
Paragýrodon sphaerósporus (лат.) — гриб из рода Paragyrodon семейства свинушковые (Paxillaceae). Является единственным видом рода.

## Биологическое описание
- Шляпка 4—20 см в диаметре, в молодом возрасте выпуклой или плоско-выпуклой формы, затем становится плоской и вдавленной, с клейкой или слизистой, сначала охристо- или золотисто-жёлтой, затем охристо-коричневой и тёмно-жёлто-коричневой поверхностью.
- Мякоть беловатого или желтоватого цвета, на воздухе становится винно-коричневой, без особого вкуса и запаха, реже неприятно пахнущая.
- Гименофор трубчатый, с угловатыми порами, трубочки 4—10 мм глубиной, сначала горчично-жёлтого, затем золотисто-жёлтого и, наконец, коричневого цвета, при повреждении становятся коричневыми.
- Ножка 4—10 см длиной и 1—3 см толщиной, почти ровная или сужающаяся к основанию, с прочным желатинообразным кольцом, над кольцом гладкая.
- Споровый порошок оливково-жёлтого цвета. Споры 6—9×6—8 мкм, шаровидной или почти шаровидной формы, гладкие. Базидии четырёхспоровые, 18—22×9—11 мкм, неамилоидные. Плевроцистиды многочисленны или немногочисленны, 20—32×8—12 мкм, неамилоидные. Хейлоцистиды многочисленны.

## Экология и ареал
Произрастает в Северной Америке, в широколиственных лесах, чаще всего под дубом.